# Françoise Christophe
Pour les articles homonymes, voir Christophe.
Françoise Christophe est une actrice française, née le 3 février 1923 à Paris et morte le 8 janvier 2012 dans la même ville.

## Biographie

### Jeunesse et études
Françoise Marie Christophe est née le 3 février 1923 dans le 14e arrondissement de Paris . Elle est la fille d'Étienne Christophe et de Jeanne Hubert. Sa jeune sœur, Paule-Marie (née en 1927), deviendra également comédienne sous le nom de Paule Emanuele.
Après des études d’art dramatique sous la direction de René Simon, elle suit les cours de Lucien Nat au théâtre Montparnasse. En 1941, elle entre au Conservatoire où elle obtient un second prix de comédie en 1948. Elle est ensuite engagée comme pensionnaire à la Comédie-Française, où elle joue jusqu'en 1950.

### Carrière
Elle enchaîne les rôles au théâtre : après avoir débuté dans Il faut qu'une porte soit ouverte ou fermée d'Alfred de Musset, elle est notamment Lucrèce Borgia dans la pièce homonyme de Victor Hugo, mis en scène par Claude Sainval. Elle joue dans Demoiselle de petite vertu de Marcel Achard, Ardèle ou la Marguerite de Jean Anouilh, Et l'enfer, Isabelle ? et La Prétendante de Jacques Deval, L'Affaire des poisons avec Philippe Clay, Photo-Finish de Peter Ustinov, Piano dans l'herbe de Françoise Sagan et Honni soit qui mal y pense avec Claude Rich. Elle est la fiancée dans Siegfried et Alcmène dans Amphitryon 38 de Jean Giraudoux, ou encore Roxane dans Cyrano de Bergerac avec Pierre Dux dans le rôle-titre.
Elle fait quelques apparitions dans des films d’Henri Decoin (Premier Rendez-vous et Mariage d'amour), puis décroche son premier grand rôle en 1946, dans Fantômas, réalisé par Jean Sacha, où elle incarne la princesse Daniloff.
Spécialisée dans les rôles d'aristocrates, elle interprète notamment en 1966 la reine Marie Tudor sous la direction d'Abel Gance dans le téléfilm homonyme en deux parties, puis la duchesse de Trèfle dans Le Roi de cœur de Philippe de Broca. L'année suivante, elle est Lady McRashley dans Fantomas contre Scotland Yard, troisième et dernier volet de la trilogie réalisée par André Hunebelle.
De 2003 à 2005, elle incarne la matriarche décalée de Chez Maman, une série de sketches humoristiques diffusée sur Canal+ dans l'émission 20 h 10 pétantes.

### Vie privée
Françoise Christophe a été mariée avec le metteur en scène et directeur de théâtre Claude Sainval (1911-1994), avant d'en divorcer.

### Mort
Elle meurt le 8 janvier 2012 dans le 15e arrondissement de Paris, à 88 ans,.

## Théâtre
- 1942 : Snouck de Philippe Frey, mise en scène de Roland Piétri et Claude Sainval, Comédie des Champs-Élysées
- 1947 : Un caprice d'Alfred de Musset, mise en scène André Reybaz, Centre dramatique de l'Est Colmar
- 1947 : La Peur des coups de Georges Courteline, mise en scène André Reybaz, Centre dramatique de l'Est
- 1947 : Le Misanthrope de Molière, mise en scène Roland Piétri, Centre dramatique de l'Est puis théâtre Antoine
- 1947 : Borgia de Herman Closson, mise en scène Claude Sainval, Comédie des Champs-Élysées
- 1949 : La Demoiselle de petite vertu de Marcel Achard, mise en scène Claude Sainval, Comédie des Champs-Élysées
- 1951 : Siegfried de Jean Giraudoux, mise en scène Claude Sainval, Comédie des Champs-Élysées : Geneviève
- 1951 : Le Roi de la fête de Claude-André Puget, mise en scène Claude Sainval, Comédie des Champs-Élysées
- 1952 : Britannicus de Racine, Comédie-Française, mise en scène, décors et costumes de Jean Marais : Junie
- 1953 : Le Désir sous les ormes d'Eugene O'Neill, mise en scène Claude Sainval, Comédie des Champs-Élysées
- 1954 : Jules César de William Shakespeare, mise en scène par Jean Renoir dans les Arènes d'Arles[4]
- 1955 : Les Trois messieurs de Bois-Guillaume de Louis Verneuil, mise en scène Christian-Gérard, théâtre des Variétés
- 1956 : Amphitryon 38 de Jean Giraudoux, mise en scène Claude Sainval, Comédie des Champs-Élysées
- 1957 : La Prétentaine de Jacques Deval, mise en scène Robert Manuel, théâtre des Ambassadeurs
- 1959 : L'Affaire des poisons de Victorien Sardou, mise en scène Raymond Gérôme, théâtre Sarah-Bernhardt
- 1961 : Les Maxibules de Marcel Aymé, mise en scène André Barsacq, théâtre des Bouffes-Parisiens
- 1963 : Et l'enfer Isabelle ? de Jacques Deval, mise en scène Claude Sainval, Comédie des Champs-Élysées
- 1964 : Photo-Finish de Peter Ustinov, mise en scène Peter Ustinov, théâtre des Ambassadeurs
- 1967 : Fleur de cactus de Pierre Barillet et Jean-Pierre Gredy, mise en scène Jacques Charon, théâtre des Bouffes-Parisiens
- 1968 : Dans le vent de Roger Planchon, mise en scène de l'auteur, théâtre de la Cité-Villeurbanne
- 1970 : Un piano dans l'herbe de Françoise Sagan, mise en scène André Barsacq, théâtre de l'Atelier
- 1972 : Honni soit qui mal y pense de Peter Barnes (en), mise en scène Stuart Burge, théâtre de Paris
- 1973 : Vol au-dessus d'un nid de coucou de Dale Wasserman (en), mise en scène Pierre Mondy, théâtre Antoine
- 1974 : Sodome et Gomorrhe de Jean Giraudoux, mise en scène Roland Monod, Tréteaux de France
- 1982 : Lorsque l'enfant paraît d'André Roussin, mise en scène Jean-Michel Rouzière, théâtre des Variétés
- 1990 : Coiffure pour dames de Robert Harling (en), mise en scène Stéphane Hillel, théâtre de la Gaîté-Montparnasse

## Filmographie

### Cinéma

#### Années 1940
- 1941 : Premier Rendez-vous d'Henri Decoin
- 1942 : Mariage d'amour d'Henri Decoin
- 1943 : Premier Prix du conservatoire de René Guy-Grand (court-métrage)
- 1947 : Fantômas de Jean Sacha
- 1948 : Une jeune fille savait de Maurice Lehmann
- 1948 : Carrefour du crime de Jean Sacha
- 1949 : Scandale aux Champs-Élysées de Roger Blanc
- 1949 : Mademoiselle de La Ferté de Roger Dallier

#### Années 1950
- 1951 : La Belle Image de Claude Heymann
- 1951 : Victor de Claude Heymann
- 1952 : Nez de cuir d'Yves Allégret
- 1952 : Jouons le jeu d'André Gillois
- 1953 : Les amours finissent à l'aube de Henri Calef
- 1954 : Femmes libres (Una donna libera) de Vittorio Cottafavi
- 1955 : La Rue des Bouches-Peintes de Robert Vernay
- 1956 : L'Odyssée du capitaine Steve / La Vallée du Paradis (Walk Into Paradise) de Lee Robinson et Marcello Pagliero
- 1958 : Les Grandes Familles de Denys de La Patellière

#### Années 1960
- 1960 : Le Testament d'Orphée de Jean Cocteau
- 1961 : Le Puits aux trois vérités de François Villiers
- 1961 : Les Trois Mousquetaires de Bernard Borderie
- 1961 : La Ruée des Vikings (Gli invasori) de Mario Bava
- 1966 : Le Roi de cœur de Philippe de Broca
- 1967 : Fantomas contre Scotland Yard d'André Hunebelle
- 1968 : Caroline chérie d'André Hunebelle
- 1968 : La Prisonnière d'Henri-Georges Clouzot

#### Années 1970
- 1970 : Borsalino de Jacques Deray
- 1971 : Aussi loin que l'amour de Frédéric Rossif
- 1973 : Les Diablesses (La morte negli occhi del gatto) d'Antonio Margheriti

#### Années 1980 et suivantes
- 1981 : Les Ailes de la colombe, réalisé par Benoît Jacquot d'après le roman éponyme d'Henry James
- 1988 : Les Pyramides bleues d'Arielle Dombasle
- 1989 : Sauf votre respect (Try This One for Size) de Guy Hamilton
- 1992 : Les Amies de ma femme de Didier Van Cauwelaert
- 1995 : Fiesta de Pierre Boutron
- 1996 : Le Plus Beau Métier du monde de Gérard Lauzier
- 2001 : Charmant Garçon de Patrick Chesnais
- 2008 : Hello Goodbye de Graham Guit

### Télévision

#### Téléfilms
- 1959 : La Marquise d'O de Claude Barma
- 1960 : Cyrano de Bergerac de Claude Barma
- 1960 : Du côté de l'enfer de Claude Barma
- 1964 : La Confrontation d'Yves-André Hubert
- 1964 : Maillan 33-33 de Georges Folgoas
- 1966 : Marie Tudor d'Abel Gance
- 1970 : Un crime de bon ton de Henri Spade
- 1976 : Le Chirurgien de Saint-Chad : Ursula Martin
- 1982 : Les Secrets de la princesse de Cadignan téléfilm de Jacques Deray d'après Honoré de Balzac : la comtesse de Montcornet
- 1988 : Retour à Malaveil de Jacques Ertaud : Mme GMC
- 1991 : À la vie, à l'amour de Étienne Périer
- 1992 : Les Merisiers de Pierre Lary
- 1994 : Cherche famille désespérément de François Luciani
- 1997 : Le Prix de l'espoir de Josée Yanne
- 2000 : Anna en Corse de Carole Giacobbi
- 2002 : Les Rebelles de Moissac de Jean-Jacques Kahn

Au théâtre ce soir
- 1970 : Et l'enfer Isabelle ? de Jacques Deval, mise en scène Jacques Mauclair, réalisation Pierre Sabbagh, théâtre Marigny
- 1971 : Tapage nocturne de Marc-Gilbert Sauvajon, mise en scène Jacques-Henri Duval, réalisation Pierre Sabbagh, théâtre Marigny
- 1974 : Hélène ou la Joie de vivre de André Roussin et Madeleine Gray d'après le roman de John Erskine, mise en scène René Clermont, réalisation Georges Folgoas, théâtre Édouard-VII
- 1984 : Adieu Prudence de Leslie Stevens, adaptation Pierre Barillet et Jean-Pierre Gredy, mise en scène Alain Feydeau, réalisation Pierre Sabbagh, théâtre Marigny

#### Séries télévisées
- 1959 : Rendezvous (en), épisode 14 The Treasure de Fletcher Markle
- 1961 : La caméra explore le temps, épisode L'Aventure de la duchesse de Berry (5.1) de Pierre Nivollet : la duchesse de Berry
- 1972 : Les Thibault d'André Michel et Alain Boudet : Thérèse de Fontanin
- 1975 : Les Enquêtes du commissaire Maigret, épisode Maigret hésite de Claude Boissol : Mme Parendon
- 1979 : Par-devant notaire, épisode Succession veuve Bernier : Jeanne Van Dusten
- 1979 : Un juge, un flic, épisode Parce que…! de Denys de La Patellière : Irène Domodossola
- 1981 : Marie-Marie de François Chatel
- 1987 : Les Enquêtes du commissaire Maigret, épisode Un échec de Maigret de Gilles Katz
- 1995 : Belle Époque de Gavin Millar
- 1995 : Alice Nevers : Le juge est une femme (1 épisode)
- 1997 : Maigret, épisode 26 Maigret et le Liberty-Bar
- 2000 : Le Grand Patron (3 épisodes)
- 2002 : Louis Page (1 épisode)
- 2003 : Chez Maman, programme court de Canal+
- 2006 : Tombé du ciel de Stéphane Kappes